# Марков Борис Семенович
Ма́рков Бори́с Семе́нович (нар. 7 березня 1924 — пом. 25 березня 1977) —  актор, режисер, заслужений артист Чуваської АРСР (1953), Народний артист РРФСР, Народний артист ЧАРСР, лауреат Державної премії ім. К.В. Іванова .

## Життєпис
Борис Семенович Марков народився 7 березня 1924 року в селі Ходяково, Аліковський район, Чуваська АРСР, тут провів дитячі та юнацькі роки. Закінчивши Тавутовську школу вступає до Чебоксарського педагогічного технікуму. Закінчивши навчання, Борис Семенович учить дітей в рідній школі.
З початком  Німецько-радянської війни Борис Семенович йде воювати на фронт проти німецько-фашистських військ, служить в артилерії.
Після завершення війни Борис Марков поступив вчитися в ГІТІС. Навчання проходив в Чуваської студії, під керівництвом М. М. Тарханова.
У 1947 році дипломованим фахівцем повернувся в Чебоксари. Протягом семи років виконував головні ролі в спектаклях на сцені Чуваського академічного театру імені К. В. Іванова. За внесок у мистецтво Борис Семенович удостоєний звання народного артиста Чуваської АРСР.
Член КПРС з 1950 року.
У 1959 році Б. С. Марков, завершивши навчання в ГІТІСі, отримує диплом музичного режисера. Його запрошують створювати Чуваський музичний театр, він стає головним режисером театру. Борис Семенович відкриває студії вокалу та балету.
У травні 1960 року на сцені Чуваського державного музичного драматичного театру народжується перша чуваська опера  — «Шивармань» (Водяний млин) Федора Васильєва. Через деякий час Б. С. Марков ставить (вперше в Росії!) оперу Б. А. Мокроусова «Чапай». Будучи головним режисером чуваської музичного театру, Б. С. Марков в 1968 — 1972 роках працює оперним режисером у Великому театрі в Москві, читає лекції в ГІТІСі, заслуговує звання доцента.
У 1966 році Бориса Семеновича запрошують на роботу до Міністерства культури РРФСР. Він працює начальником управління оперних театрів Росії.
Обирався депутатом Верховної Ради СРСР VI-го скликання, член Радянського комітету захисту миру, Член колегії Міністерства культури ЧАРСР, член Чуваського обкому і Чебоксарського міського комітету КПРС.
Помер Б. С. Марков 25 березня 1977 року. Похований на меморіальному кладовищі міста Чебоксари .

## Літературна спадщина
Б. Марков є автором статей з проблем музичного театру і книг «Народження музичного театру Чувашії», «Мій театр», понад 40 статей з мистецтва.

## Нагороди і почесні звання
- Орден «Знак Пошани»
- Заслужений діяч мистецтв РРФСР
- Народний артист РРФСР
- Народний артист Чувашії
- Лауреат Чуваської державної премії імені К. В. Іванова (1969).

## Пам'ять
- Таутовська школа Аліковського району носить його ім'я (2010).
- Вулиця в Чебоксарах [4]